# 2012年撒迪厄斯·麦科特尔竞选美国总统
2011年7月1日，密歇根州联邦众议员撒迪厄斯·麦科特尔向联邦选举委员会递交文件，宣布自己有意争夺2012年大选的共和党总统候选人提名。一周后，他在底特律附近举行的摇滚音乐节上正式宣布参选。
麦科特尔自2003年开始在国会任职，2011年4月，福克斯新闻频道的《红眼》节目第一个询问他是否有意竞选总统。两个多月后，麦科特尔的竞选网站上线，其上以他2011年出版的书籍名称《把握自由！》为口号，并列出“5项核心原则”。竞选期间，他强调改革政府和华尔街。
多位评论员指出，麦科特尔欠缺知名度，因此获得提名的希望渺茫。即便是到了2012年美国总统共和党初选全国民意调查时，他的支持率仍然不足1%。由于在埃姆斯民意调查中排名垫底，且没有收到任何总统辩论邀请，麦科特尔于2011年9月22日放弃竞争，表示支持米特·罗姆尼。他有意竞选连任国会议员，却陷身选票欺诈案，最终于2012年7月从国会辞职，有4名助手被法院定罪。为了走出竞选失败的阴影，麦科特尔在车库中写出一部电视试播剧本，但尚未完成就被泄露给媒体，对他的名声造成进一步损害。

## 背景
1993年，撒迪厄斯·麦科特尔入选韦恩县委员会，拉开从政生涯序幕。5年后，他当选密歇根州参议员，并任职至2002年当选密歇根州第十一国会选区联邦众议员为止。

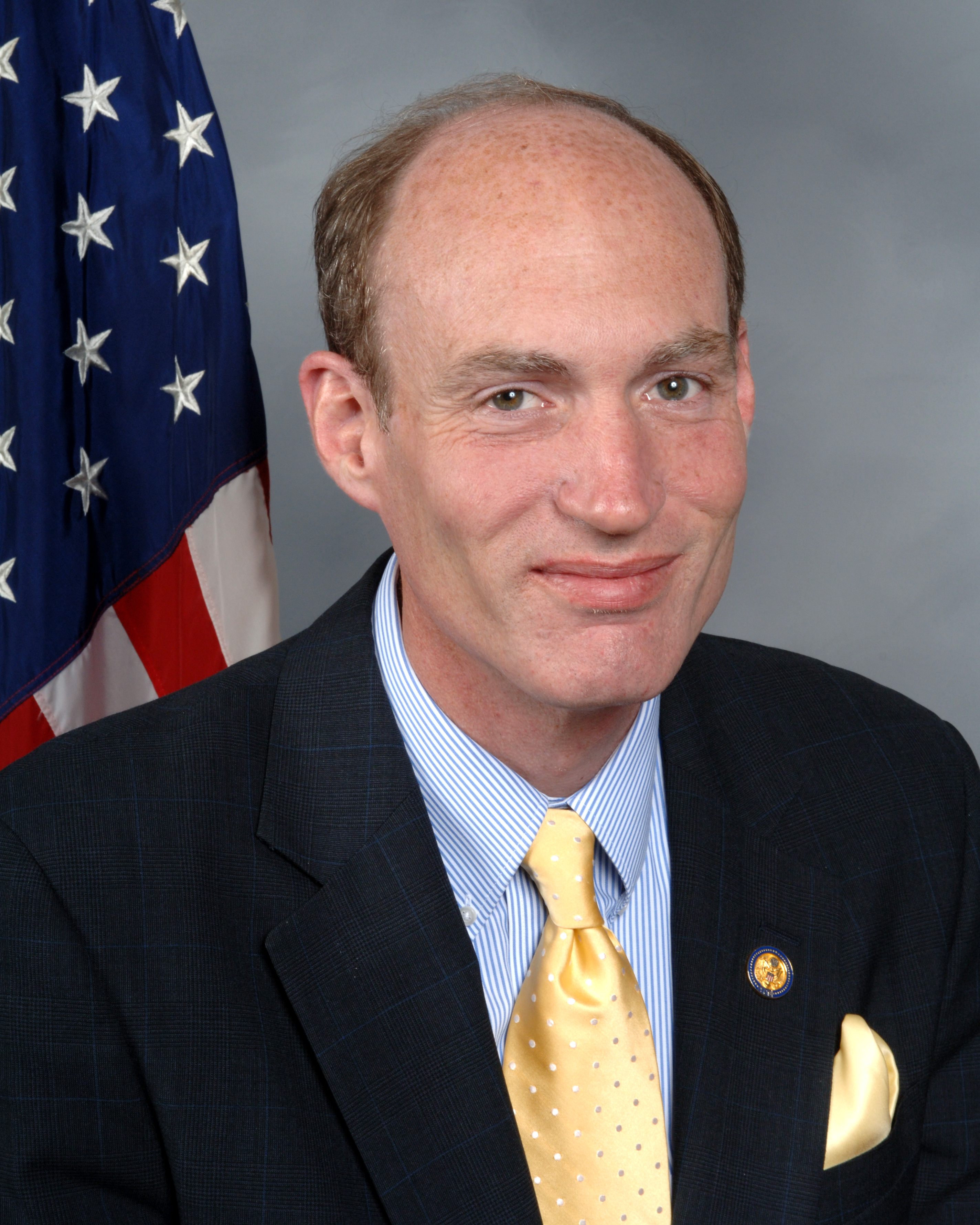
撒迪厄斯·麦科特尔的国会议员正式照片

进入国会后，麦科特尔被派入众议院金融服务委员会任职，他还加入了立场较为温和的共和党主流社团。2006年，他成为众议院共和党政策委员会主席，两年后出任共和党财务诚实工作组组长。在该组工作期间，他赢得了政治分肥头号反对者的良好声誉。他投票反对《经济稳定紧急法案》和《2010年美国可负担卫生保健法案》，但对2009年汽车工业危机的救市政策投了赞成票。他还支持提升最低工资，主张同中华人民共和国进行公平贸易。虽然有这些相对开明的立场，但《底特律自由新闻报》（Detroit Free Press）仍然称他是“保守派中的保守派”，网站还给他贴上了“极右翼共和党人”的标签。
在其他国会议员眼中，麦科特尔性格古怪，表现出的幽默感也很扭曲，贝特西·伍德拉夫（Betsy Woodruff）在《国家评论》（National Review）杂志上称他是“最奇怪的国会议员”。他钟爱摇滚乐，是“第二修正案”（Second Amendments）乐队的首席吉他手，在众议院讲话时还会援引齐柏林飞船的歌词。总统乔治·沃克·布什曾形容麦科特尔是“那个摇哥滚爷”。此外，麦科特尔经常现身福克斯新闻频道的深夜和早间节目《红眼》（Red Eye w/ Greg Gutfeld）。据《每日来电》（The Daily Caller）的马特·刘易斯（Matt Lewis）所说，麦科特尔属“红眼候选人”，喜欢摇滚乐，代表的是有“创造性思维”、且倾向于自由意志主义的共和党人亚文化。《彭博商业周刊》称他“狂热追随过分忧虑的保守派人士”。

## 前期炒作

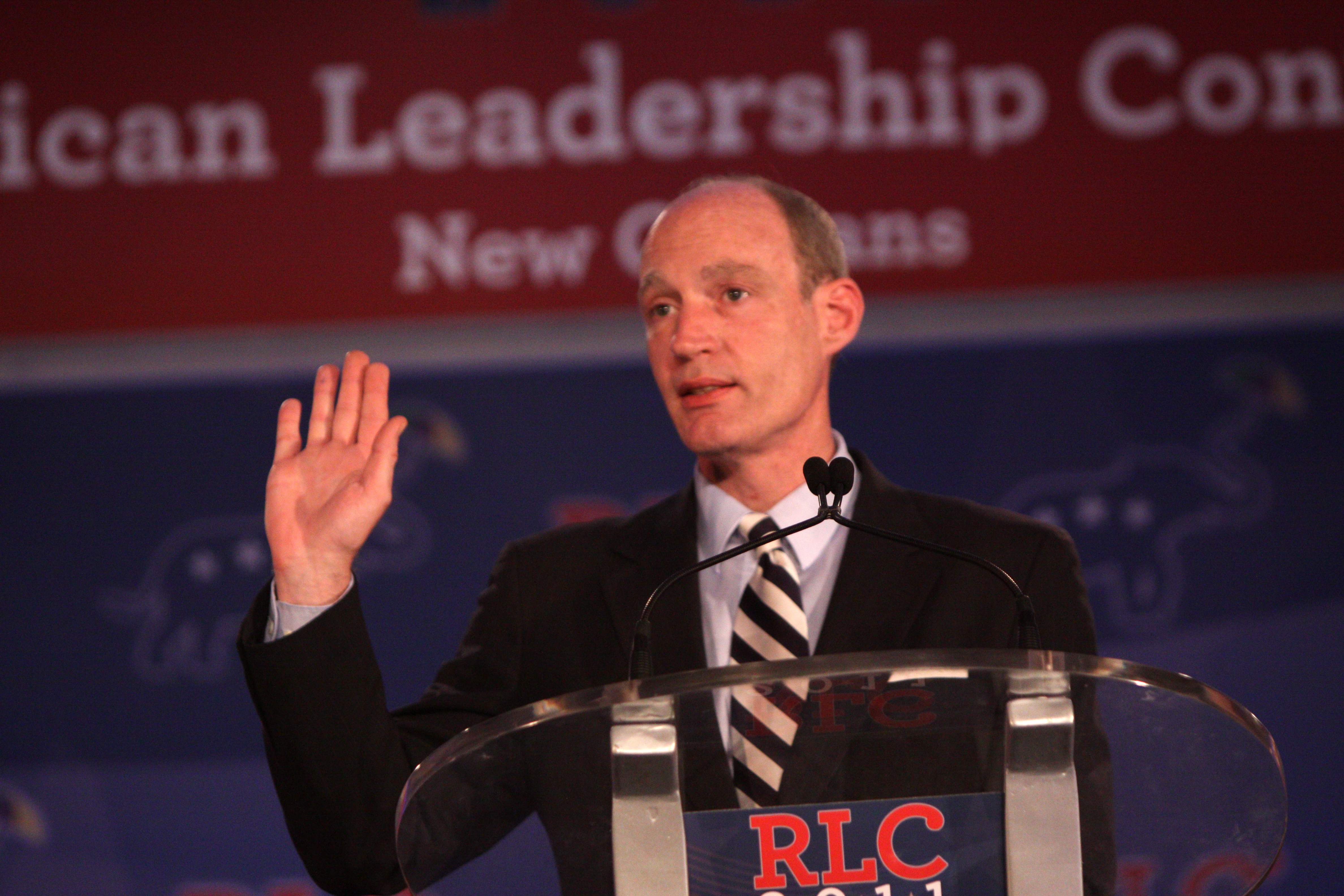
2011年6月16日，麦科特尔在南方共和党领袖会议上演讲。

2011年2月，麦科特尔所著的《把握自由！混乱时代中的美国真理和复兴》（Seize Freedom! American Truths and Renewal in a Chaotic Age）一书发行。4月22日，《红眼》节目主持人格雷格·盖特菲德（Greg Gutfeld）询问麦科特尔，是否有意参选总统。5天后，同为《红眼》常客的政治评论员莎拉·伊丽莎白·卡普（Sarah Elizabeth "S. E." Cupp）在自己主持的《每日新闻》专栏中将麦科特尔列为潜在总统候选人。麦科特尔于5月确认，他的确在认真考虑参选。他在接受《政治》（Politico）杂志采访时表示，自己觉得大部分共和党人对现阶段参选缺乏积极性。评论员安德鲁·布赖特巴特（Andrew Breitbart）表示对麦科特尔的竞选前景感到激动，称他“直截了当、尖酸刻薄，精通流行文化，充满活力言辞真实可信”，自己对麦科特尔参与的辩论最为期待。
2011年5月，麦科特尔在共和党领袖人物米特·罗姆尼到访底特律期间展开攻势，他将罗姆尼与在任总统贝拉克·奥巴马联系起来，声称人们应当把两人视为竞选搭档而非对手。同月下旬，他在新奥尔良举行的南方共和党领袖大会上演说，他的名字也列入大会民意测验考虑名单，但在共计1542票中只得到2票，是得票数最少的人选。据他的助手所说，虽然已于8月13日向埃姆斯民意调查支付1.8万美元购买问卷上较为靠前的位置，但麦科特尔这个时候还没有真正决定是否参选。爱荷华州是第一个针对美国总统大选举办预选的州，到访该州期间，麦科特尔宣布自己会在民意测试开始前透露竞选方案。6月30日，《政治》杂志报道称麦科特尔已经做好展开竞选的准备。

## 选战经过

### 公布

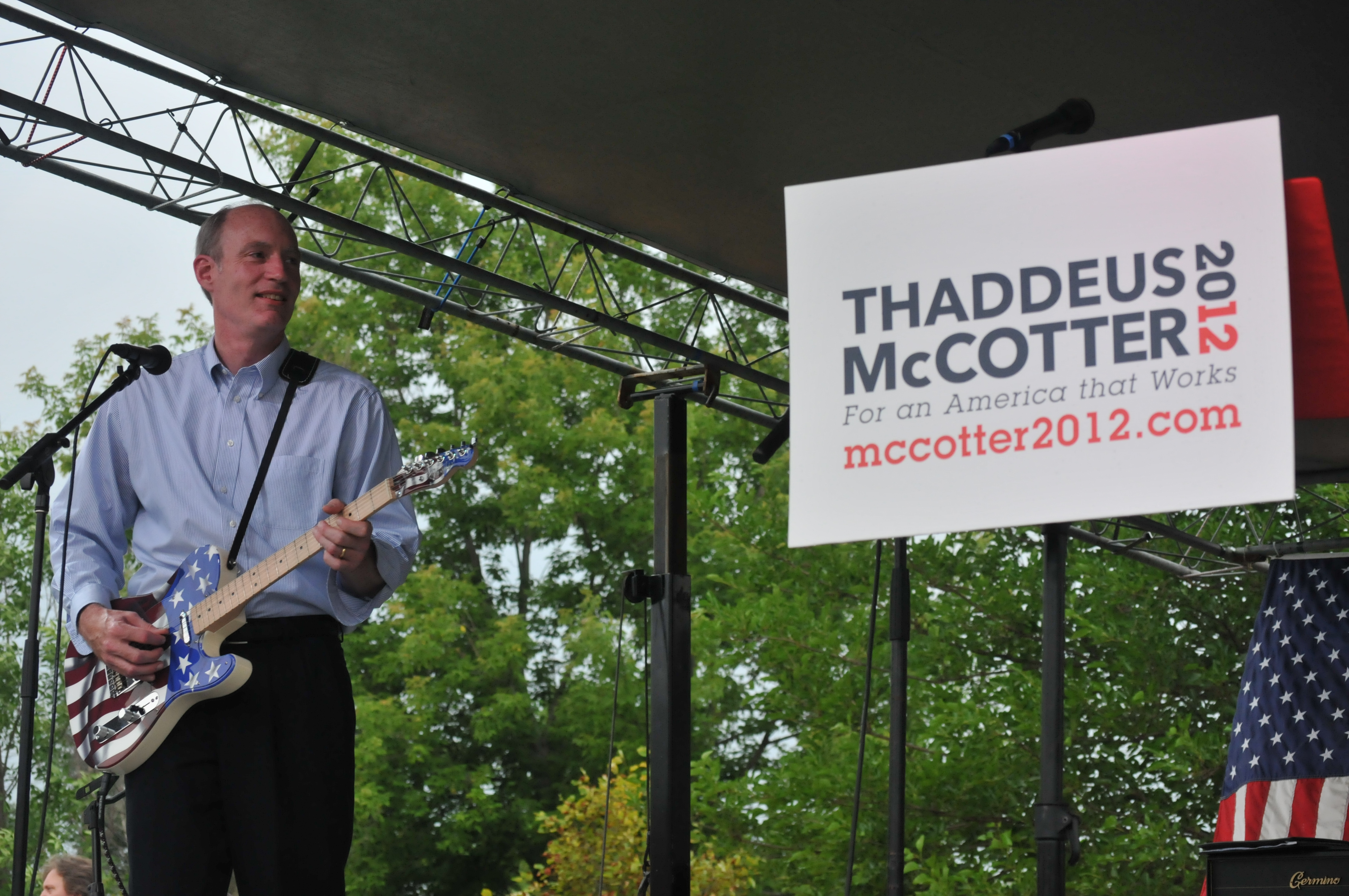
麦科特尔在WAAM广播电台赞助的“自由节”上宣布自己参选总统，上图是他在现场弹奏吉他。

2011年7月1日，麦科特尔向联邦选举委员会申请组建总统竞选委员会，他的竞选网站也于当天上线。网站上警告世人，“你的美国梦已濒临灭绝”，这一说法源自他之前出版的《把握自由！》一书，网站上还列出了以下“5项核心原则”：
1. “我们的自由来自上帝而非政府”
2. “我们的主权属于我们的灵魂而非国土”
3. “我们的安全是依靠实力而非投降”
4. “我们的繁荣源自私人机构而非公共部门”
5. “我们的真理不言而喻而非相对而论”

7月2日，麦科特尔在密歇根州沃什特瑙县惠特莫尔湖（Whitmore Lake）举办的“自由节”正式宣布参选，这是一场由电台赞助的摇滚音乐节。麦科特尔宣称：“我们需要身在华盛顿的人明白，未来的潮流不是大政府，而是自治。”他还在音乐节上与自己的摇滚乐队一起表演。得知众议员参选后，《库克政治报道》（The Cook Political Report）创始人查理·库克（Charlie Cook）将麦科特尔获得提名的可能性评为“基本上不可能”。《CBS新闻》及其他媒体认为麦科特尔缺乏知名度，是个“默默无闻”的候选人。不过，《底特律自由新闻报》（Detroit Free Press）指出，麦科特尔的国会账户中有48万美元可以转入总统竞选账户。政治通讯操盘手马克·科拉洛（Mark Corallo）获聘成为竞选团队的一员，还有多位顾问成为竞选核心团队成员，如前联邦参议员比尔·弗里斯特（Bill Frist）的幕僚长艾里克·尤兰德（Eric Uelind）、前爱荷华州联邦众议员克里斯托弗·兰茨（Christopher Rants）。

### 竞选活动
麦科特尔正式竞选行程的第一站是新罕布什尔州，该州是全国初选启动最早的州，与此同时，麦科特尔故乡的报纸对他竞选总统的反应引起媒体关注。密歇根州奥克兰县的《奥克兰新闻报》（The Oakland Press）在社论中称，让麦科特尔当总统“不是个会让人愉快的想法，事实上还有点吓人”，报道中批评“这位众议员给人的印象冷淡、傲慢而自负”。麦科特尔总体上无视这些批评，继续在新罕布什尔州竞选，强调“对政府加以根本性重组”，并签署苏珊·安东尼名单的生命权领袖誓言。电台主持人克里斯·巴克（Chris Buck）获聘打点麦特科尔在新罕布什尔州的活动。

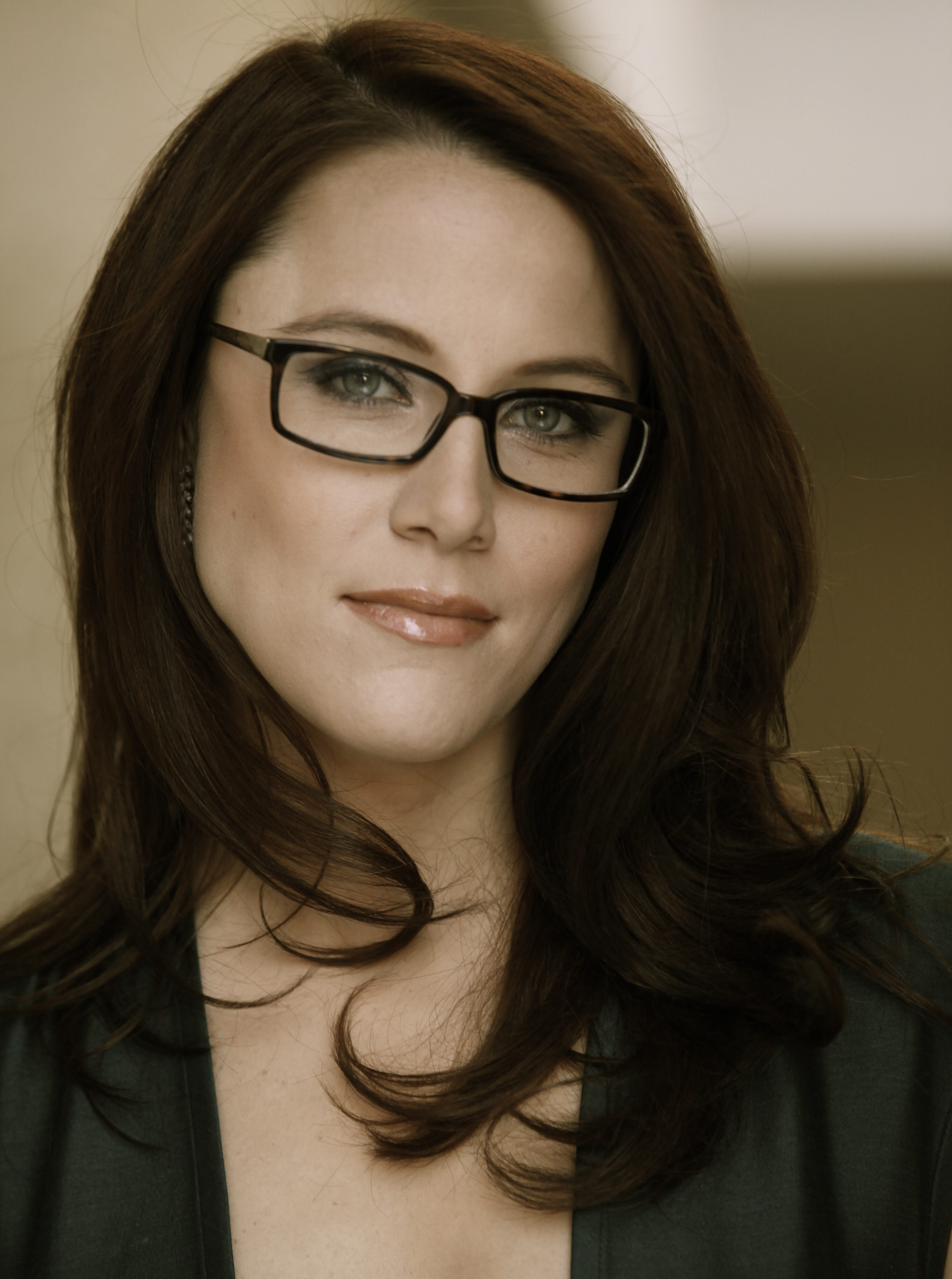
政治评论员莎拉·伊丽莎白·卡普是第一个指出麦科特尔有可能参选的人，她陪同众议员在新罕布什尔州宣传，还主持了Twitter上举行的辩论。

7月中旬，麦科特尔返回爱荷华州展开更多竞选活动。这一期间《华盛顿邮报》的克里斯·塞利扎（Chris Cillizza）认为，麦科特尔在埃姆斯民意调查中胜出的赔率为100比1，是候选人中希望最渺茫的一位。7月11至18日进行的哈里斯民意调查结果显示，92%的选民对麦科特尔缺乏了解，并且与其他总统候选人相比，愿意支持他的还不到1%。假设麦科特尔与在任总统奥巴马直接竞争，愿意支持麦科特尔的选民有43%，支持奥巴马的则是57%。。为争取支持，麦科特尔试图绕开新闻媒体，直接用与选民交流。竞选活动发言人兰德尔·汤普森（Randall Thompson）表示，麦科特尔“依靠社交媒体……发展出非常忠实的追随者”。
7月20日，麦科特尔参加了历史上首次总统辩论，他的对手包括新墨西哥州前州长加里·约翰逊（Gary Johnson）、商人赫尔曼·凯恩、联邦众议员米歇尔·巴赫曼、前联邦众议院议长纽特·金里奇及前联邦参议员里克·桑托勒姆。辩论期间，主持人莎拉·伊丽莎白·卡普询问，奥巴马总统是否有反以色列倾向，麦科特尔这样回答：“奥巴马的动机无关紧要，他提出和推行的政策已经导致我们（同以色列）的关系变得紧张。”面对2011年武装干涉利比亚期间美国起到的作用问题，麦科特尔认为奥巴马政府在任务目标上把握不清，主张不派任何美军地面部队参战。不过他又补充道：“一旦加入，我们就不能冒然退出。”
7月下旬正是债务上限危机的高峰时期，麦科特尔取消在爱荷华州的多场露面活动返回哥伦比亚特区。他支持众议院议长约翰·博纳提出的方案，并投票赞成折衷法案。巴赫曼和荣·保罗都投票反对该法案，所以麦科特尔也就成为联邦众议院中唯一赞成法案的总统候选人。

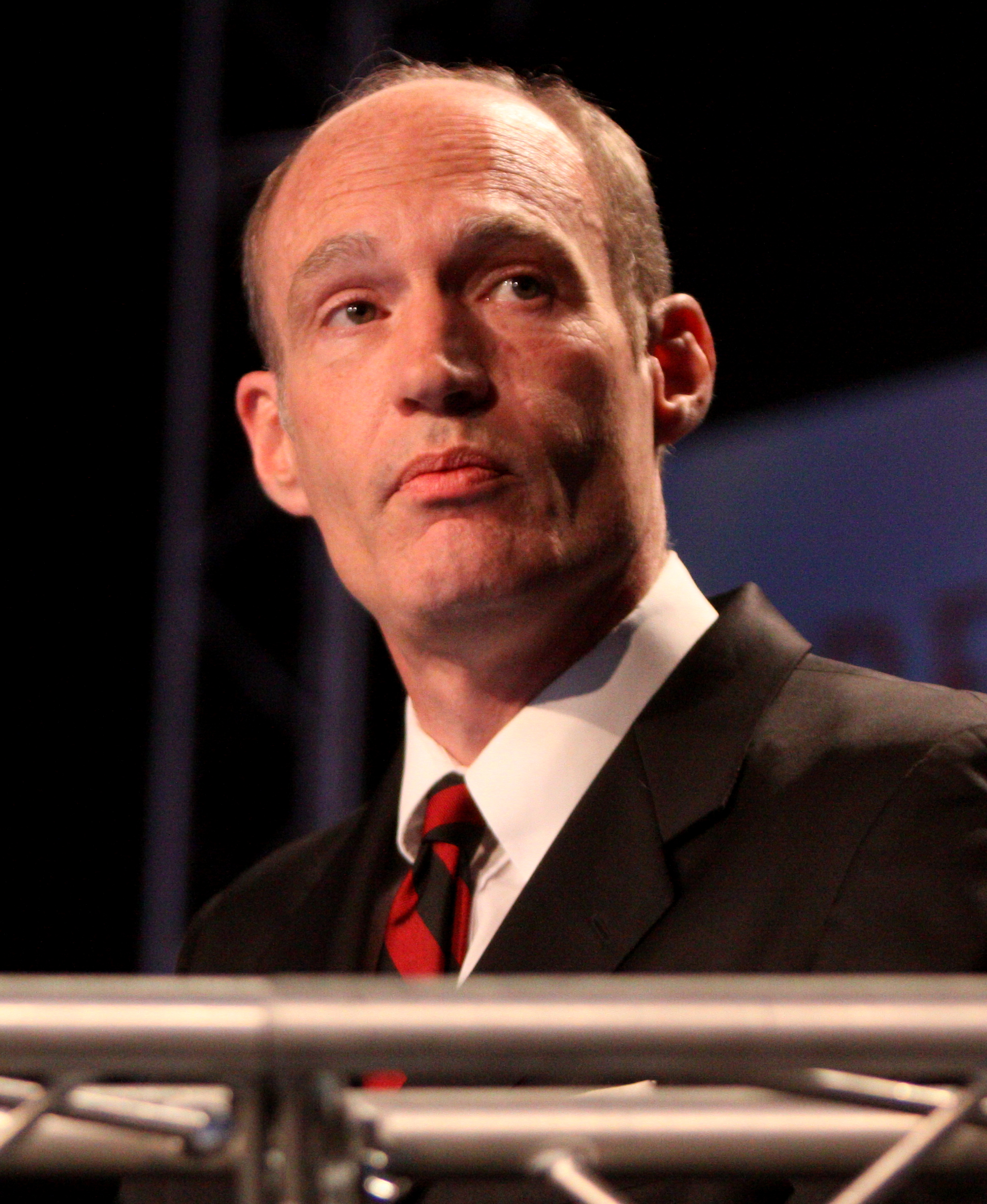
2011年8月，麦科特尔在埃姆斯民意调查前演讲

埃姆斯民意调查前，麦科特尔的支持率尚不足1%，没有达到参与8月11日在福克斯新闻频道举行辩论的最低要求。即便是在自己的故乡，他的支持率都很低。公共政策民调表明，密歇根州支持他的共和党选民仅5%，考虑到这是他的故乡，这样的数字在历史上也可谓凤毛麟角。得知自己的处境后，麦科特尔取消了原计划在新罕布什尔州的一站竞选活动，返回位于密歇根州的竞选总部配合辩论相关工作。他的竞选团队拍摄了一段视频，内容是麦科特尔在厨房里使用各种厨具，配合一些语意双关的台词。《洛杉矶时报》对视频评价不佳，称观看视频令人感到“不幸”。虽然做出了这样的努力，但麦科特尔还是因未达门槛而无法参加福克斯新闻频道的辩论，是取得埃姆斯民意调查资格但却无法参加辩论的唯一一位候选人。
埃姆斯民意调查开始前，麦科特尔向选民发表演说，《政治》杂志形容，这是场“缓慢、抽象，（表现）分外冷静的演说”。除演讲中谴责“北京政权”、宣称“我不会把21世纪拱手让给一个拥有核武器的共产主义独裁国家”的说法引来一些掌声外，他的演说没有得到什么反应。麦科特尔花了很多时间待在自己的帐蓬里弹吉他，他在民意调查中一共只得到35票，得票率仅0.21%，在10名候选人中垫底。考虑到他为选票位置支付了1.8万美元，这相当于平均每票514美元。资深顾问克里斯托弗·兰茨表示，参加这场民意调查的目的“不是为了选票，而是在第一个大型论坛向公众介绍我们的候选人……无论如何，我们都做到了这点”。

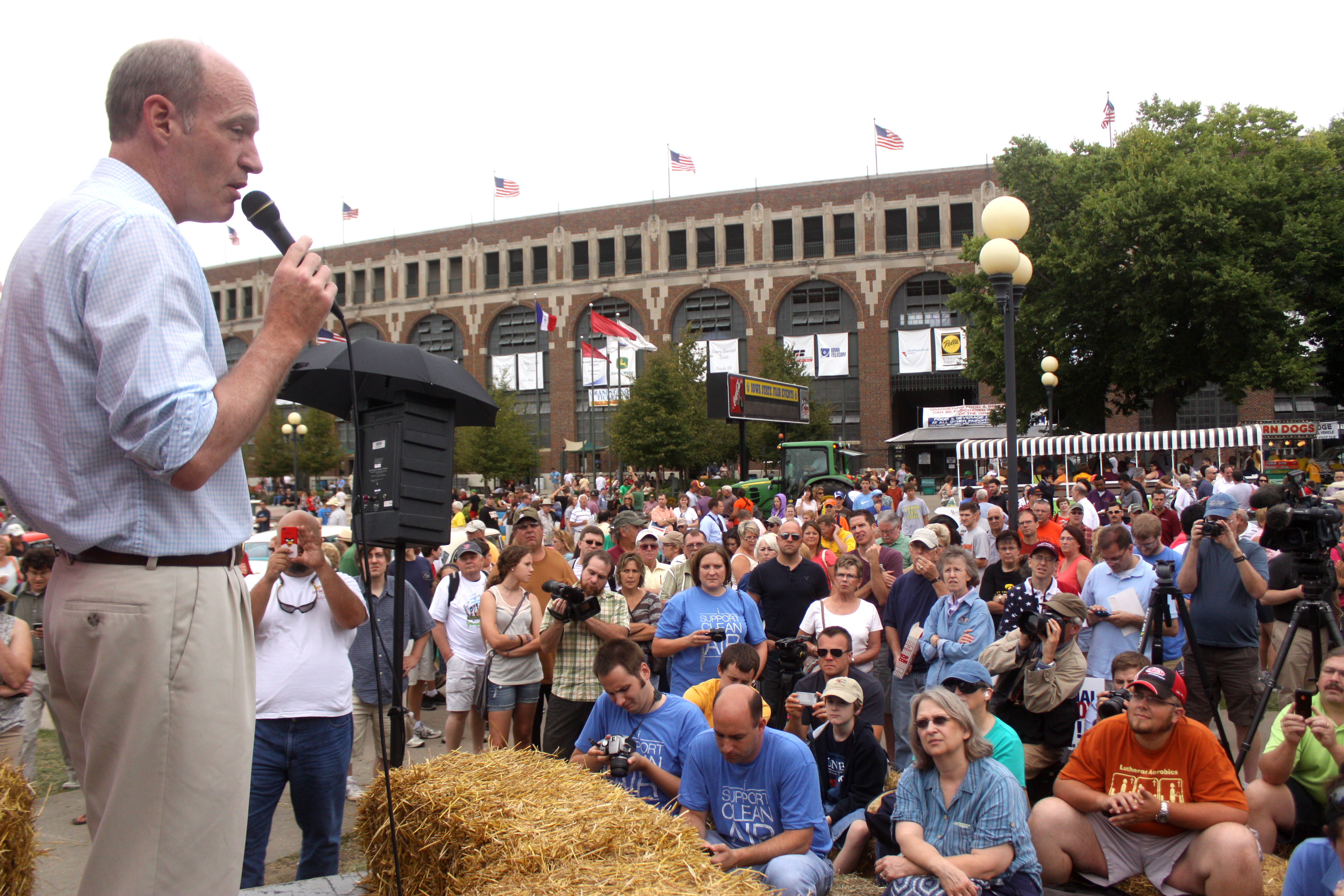
2011年8月，麦科特尔在爱荷华州博览会上竞选。

埃姆斯民意调查结束3天后，麦科特尔致信《国家评论》，介绍自己的部分经济计划。他主张削减开支，将银行存款准备金比率定在20%来保留资本，并通过激励机制减少房屋止赎。8月19日，他在新罕布什尔州做宣传，还参与当地电视台的《对话候选人》（Conversation with the Candidate）节目摄制。次日，他与莎拉·伊丽莎白·卡普一起出席该州东南部（包括罗京安县东部和斯特拉佛县南部）的青年共和党人聚会。8月24至27日，他回到爱荷华州，完成竞选活动的最后一站。这个月底，麦科特尔现身《丹尼斯·米勒秀》（Dennis Miller Show），并谈及自己被排除在辩论以外的情况。9月7日和12日，和都举办了总统候选人辩论，但麦科特尔均未达到参与的最低要求。候选人必须在民意调查中取得至少4%的支持才有资格参加）的辩论。麦科特尔声称，虽然他没有达到这一标准，但在昆尼皮亚克大学民意调查中与他支持率相同的里克·桑托勒姆和洪博培两人却都获得了参与资格。。此外，加里·约翰逊和路易斯安那州前州长巴迪·罗默尔（Buddy Roemer）都像麦科特尔一样，由于支持率太低而没有资格参加任何电视辩论。
9月，麦科特尔仍在继续努力，希望能参与辩论。他在接受《每日来电》采访时称，别的候选人连“经济到底有什么问题都不明白，更遑论解决问题了”，他还认为外交政策领域也没有得到足够探讨。麦科特尔指出，自前任美国常驻联合国大使约翰·博尔顿宣布无意竞选总统后，外交政策的讨论就处于停滞状态。他希望下任总统会任命博尔顿出任国务卿。
9月9日，麦科特尔最后一次前往新罕布什尔州竞选，并在出地出席了两天活动。他原计划要在5天后前往爱荷华州，但因需返回国会投票而被迫取消。他在首都期间提出由格罗弗·诺奎斯特（Grover Norquist）支持的社会保障改革法案，其中要求对50岁以下公民建立私人账户，并向他们提供一定程度的政府福利。他还呼吁其他共和党总统候选人公布各自的社会保障方案。此后不久，麦科特尔出席加利福尼亚州共和党大会，并在会上发表演说批评总统奥巴马：“无论他的竞选活宝轿车穿越美国多少次，我们都知道人类历史上最繁荣、最公平的经济是由你们、由美国人民创造的，而不是华盛顿的那群官僚”。但即使是在这次大会的民意调查中，他的得票率仍然不足1%。麦科特尔还试图参加9月22日福克斯新闻频道举行的辩论，但他之后通过）表示：“福克斯新闻已经亲切地告知，我不能参加在奥兰多举行的共和党美国总统候选人辩论”。

### 退出
2011年9月22日，麦科特尔告知《底特律新闻报》（The Detroit News）自己会退出竞选，称退出主要是因为无法参与总统辩论，“如果他们不让你参加辩论，你就无法参与对话，进而无法竞选”，“一定程度上是死于媒体之手。”。接下来他发布声明，表示支持米特·罗姆尼出任总统，并呼吁共和党人团结在罗姆尼身后，他也是最有望获胜的候选人。麦科特尔还在新闻发布会上称，他有意在自己的国会选区竞选连任。
《洛杉矶时报》在报道麦科特尔退出的消息时这样写道：“什么？你没听说过撒迪厄斯·麦科特尔？好吧，这正是他如今只是前候选人的主要原因。”《密歇根州政治内幕》（Inside Michigan Politics）主编比尔·巴伦格（Bill Ballenger）表示，麦科特尔“和竞选总统实在扯不上边。如果你想要有任何政治前途，趁现在支持米特·罗姆尼才是明智之举。”麦科特尔的邻居，前密歇根州部检察长迈克·考克斯（Mike Cox）表示：“他尝试过了，显然行不通。所以他现在退出，做出明智的选择。”史蒂夫·科纳基（Steve Kornacki）在沙龙（Salon）网站上总结认为，整场竞选活动就像是个“警世故事”，“一位毫不起眼的国会议员在有线新闻节目中有了些许知名度，然后就自信满满地以为自己在全国范围内都有大批拥护者。”

## 余波
退出竞选数天后，《底特律新闻报》采访麦科特尔，询问他对竞选时期的感受，对此他回答：“不，那并不是我生命中最糟糕的15分钟”。麦科特尔竞选3个月间的筹资情况于2011年10月上报联邦选举委员会。他一共筹得54万8606美元，其中46万8561美元是由获许的多家委员会转账，这些钱一共支付了54万1532美元开销，并且之前还有10万5367美元债务。截至2013年6月，他还欠下10万5636美元债务未能还清。
2012年2月，麦科特尔在密歇根州初选前夕接受《GQ》杂志采访，表示担心共和党人低估了民主党的实力，由于对制造业和华尔街救业政策的立场影响，共和党将很难赢得中西部的选举胜利。他还表示，虽然自己同罗姆尼在汽车行业救市政策上存在分歧，但罗姆尼仍然是最有希望排除万难取得胜利的候选人。
麦科特尔决定在自己所属国会选区竞选连任，但由于大部分支持者的请愿存在欺诈，他未能获得选区内共和党初选的入围资格，密歇根州总检察长对此展开调查。麦科特尔认为，这其中肯定是“有人慌了或是在搞破坏……直觉告诉我，我们被信任的人欺骗了”。史蒂夫·科纳基认为，这些欺诈有可能和之前的总统竞选有关，因为那场竞选让议员无心顾及连任选举，但麦科特尔驳斥这是“愚蠢的想法”。他起初打算直接呼吁支持者把他的名字写到选票上，但最终还是决定放弃，因为自己无法在行使国会职责并配合调查工作的同时继续竞选。一个月后，麦科特尔从国会辞职，宣布这是配合调查的必要之举。随着调查的继续进行，调查人员发现除2012年外，有证据表明2006、2008和2010年麦科特尔的连任选民请愿书都存在欺诈情况。为此，麦科特尔递交诉状，控告两名助手蓄意破坏。之后，他起诉的两名助手中有一人同另外三位助手一起受到与欺诈相关的罪名起诉，4人最终都被定罪。
《底特律新闻报》在麦科特尔从国会辞职前一天报道称，麦科特尔在退出总统选举后编写了一部电视试播剧本，题为《保险杠贴纸：汽车城制造》（Bumper Sticker: Made On Motown）。麦科特尔在剧本中成为综艺节目主持人，一众角色大多以他在国会任职时的助手为原型，这些助手会在节目中取笑麦科特尔的总统竞选经历，并探讨诸如性爱、种族和身体机能之类话题。莎拉·伊丽莎白·卡普也是剧本中的客串人物，麦科特尔试图对卡普进行认真严肃的采访，但由于其他角色一直在说一些充满性暗示的露骨言论而未能成行，卡普也因此批评节目就像“火车失事”般混乱不堪。这份剧本是由众议员的一位前雇员泄露给媒体的，以此来表明麦科特尔担任议员期间都做了些什么。对此麦科特尔否认自己存在任何不当行为，声称剧本中的绝大多数内容都是他在自己的车库中写的，为的只是要走去总统竞选失败的阴影。他还表示，剧本尚未完成，自己也没有授权发布，并且拒绝针对这一问题接受《底特律新闻报》采访。据麦科特尔所说，喜剧演员马丁·马尔（Martin Mull）1977年昙花一现的节目《今夜费恩伍德》（Fernwood 2 Night）是自己创作剧本的灵感来源，他本计划在2014年离开国会，并且还在为未来的职业生涯做准备。